# Valerij Ljukin
Valerij Viktorovič Ljukin (in russo Валерий Викторович Люкин?; Aqtöbe, 17 dicembre 1966) è un allenatore di ginnastica artistica ed ex ginnasta statunitense.
È stato due volte campione olimpico e medaglia d'argento nel concorso generale individuale e alle parallele simmetriche alle Olimpiadi di Seul 1988.

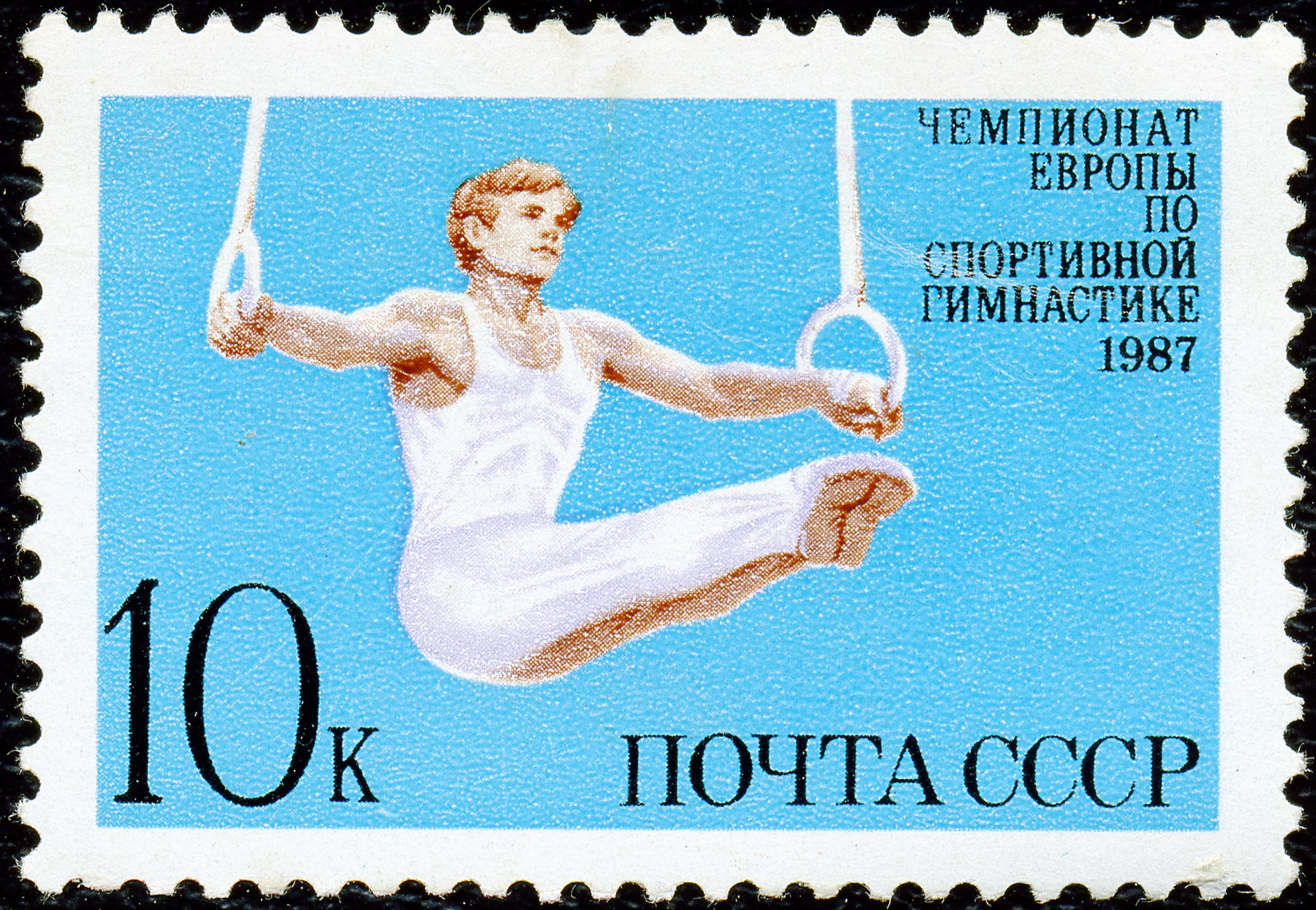

Trasferitosi negli Stati Uniti d'America, diventa un cittadino statunitense nel 2000. Dopo la sua carriera ginnica, inizia ad intraprendere quella da allenatore, diventando il co-proprietario della World Olympic Gymnastics Academy (WOGA) insieme all'amico Evgenij Marčenko.
Sposatosi con la ginnasta Anna Kotčneva, è il padre della campionessa olimpica Nastia Liukin, di cui è stato anche allenatore.

## Carriera
Valerij inizia a praticare ginnastica artistica all'età di 7 anni. Trasferitosi a Mosca per unirsi alla Nazionale sovietica, fa il suo debutto internazionale alla Coppa dell'Amicizia del 1985. Allenato da Ėduard Jarov, farà parte del Team Nazionale fino al 1991, anno dello scioglimento dell'Unione Sovietica.

### Carriera Senior
Agli Europei del 1987 di Mosca vince la medaglia d'oro nel concorso generale individuale, alla sbarra e al corpo libero dov'è il primo ginnasta ad eseguire un "triple back somersault" che prenderà poi il suo nome. Vince inoltre la medaglia d'argento agli anelli e il bronzo al volteggio. Ai Mondiali dell stesso anno, vince l'oro con l'Unione Sovietica.
Nel 1988, anno delle Olimpiadi di Seul, Valerij riesce ad entrare nella squadra olimpica. Vince l'oro insieme alla nazionale ed è il co-campione alla sbarra insieme al connazionale Vladimir Artëmov. Vince anche la medaglia d'argento nel concorso generale individuale (119.025), dietro di un solo decimo dal vincitore della medaglia d'oro (119.125) e alle parallele simmetriche.
Ai Mondiali di Indianapolis del 1991 vince la medaglia di bronzo nel concorso individuale e l'oro con la squadra. In seguito allo scioglimento dell'Unione Sovietica, Valerij inizia a competere per la sua patria, il Kazakistan, partecipando ai Campionati Mondiali 1993 e ai Giochi Asiatici 1994, non vincendo alcuna medaglia.

### Allenatore
La prima atleta olimpica di Valerij Liukin è Carly Patterson, vincitrice del concorso generale individuale alle Olimpiadi di Atene 2004. È la seconda ginnasta USA ad aver vinto questo titolo (dopo Mary Lou Retton, peraltro vincitrice in un'olimpiade boicottata). Carly è inoltre l'unica atleta a competere in tutti e quattro gli attrezzi durante la finale a squadre, riuscendo a far vincere l'argento agli Stati Uniti.
Quattro anni dopo, diventa conosciuto a livello internazionale, per esser stato l'allenatore di un'altra campionessa olimpica, la seconda consecutiva, sua figlia Nastia Liukin. Quest'ultima, oltre ad aver vinto l'oro individuale, vince l'argento insieme alla squadra nazionale, alle parallele, alla trave e un bronzo al corpo libero. È, insieme a Mary Lou Retton, la seconda ginnasta degli Stati Uniti più decorata in un'unica olimpiade (la prima è Simone Biles) .
Ha inoltre allenato ginnaste internazionali, tra cui la campionessa nazionale e sei volte medaglia mondiale Rebecca Bross e la campionessa nazionale e vincitrice dell'AT&T American Cup 2013 Katelyn Ohashi. Nel 2009, Rebecca Bross arriva seconda nel concorso generale individuale e la compagna di squadra alla WOGA Ivana Hong vince il bronzo alla trave. Nel 2012, sia Rebecca che Nastia non riescono ad entrare nella squadra olimpica, mentre Katelyn è troppo piccola per potervi partecipare.
È stato nominato Allenatore Internazionale dell'anno nel 2000 e nel 2004. È entrato nell'International Gymnastics Hall of Fame nel 2005.

## Vita privata
È sposato con Anna Kotčneva, campionessa del mondo 1987 di ginnastica ritmica. La loro figlia  Nastia Liukin è anch'ella ginnasta . Nel 1992, si trasferisce negli Stati Uniti inizialmente a New Orleans e successivamente a Plano (Texas), dove inizia la carriera di allenatore.
Ha fatto un piccolo cameo nel film Stick It, nel ruolo di se stesso.